# Антоний I (патриарх Константинопольский)
Патриарх Антоний I (греч. Πατριάρχης Αντώνιος Α΄, в миру Константи́н Кассимата́, греч. Κωνσταντίνος Κασσυματάς; умер в 837) — Патриарх Константинопольский (январь 821 — январь 837). Занимал иконоборческую позицию.

## Биография
Антоний, судя по его прозвищу (греч. κάσσυμα — ремень сандалии), родился в семье сапожника, получил, по-видимому, хорошее образование и около 800 года стал преподавать право в Константинополе, позднее принял монашество и стал настоятелем так называемого Митрополичьего монастыря. Не позднее 814 года рукоположён епископом в Силей (Малая Азия). В 814 году примкнул к иконоборцам, и по поручению императора Льва V вместе с тогда ещё простым монахом Иоанном Грамматиком (будущий патриарх Иоанн VII) сделал подборку библейских и святоотеческих текстов против почитания икон. Узнав об этом, патриарх Никифор потребовал от Антония клятвенную грамоту с анафемой иконоборцам. Антоний подписал её, а императору доложил, что сделал это чтобы посмеяться над патриархом и выиграть необходимое для Льва V время для подготовки церковного собора. В 815 году Антоний принял участие в соборе, восстановившем иконоборчество, после чего Никифор на соборе из 270 епископов предал Антония анафеме.
Антоний стал патриархом при императоре Михаиле II в январе 821 года. Избрание Антония патриархом не было признано папой римским. Сведений о деятельности Антония как патриарха сохранилось не много. Император Михаил, ища компромисса с иконопочитателями, не устраивал открытых гонений, однако иконоборческая доктрина оставалась доминирующей. Сохранился рассказ как Антоний заставил кандидата в епископы попирать дискос с изображением Тайной вечери, чтобы убедиться в его лояльности к иконоборцам. В начавшихся в 833 году гонениях императора Феофила Антоний не участвовал по причине преклонного возраста. Умер в начале 837 года.
После восстановления иконопочитания в Византийской империи Антоний I был предан анафеме на Константинопольском соборе 843 года. Хиротонии, совершённые Антонием, считаются в Православной церкви недействительными.